# Grote Prijs Jean-Pierre Monseré

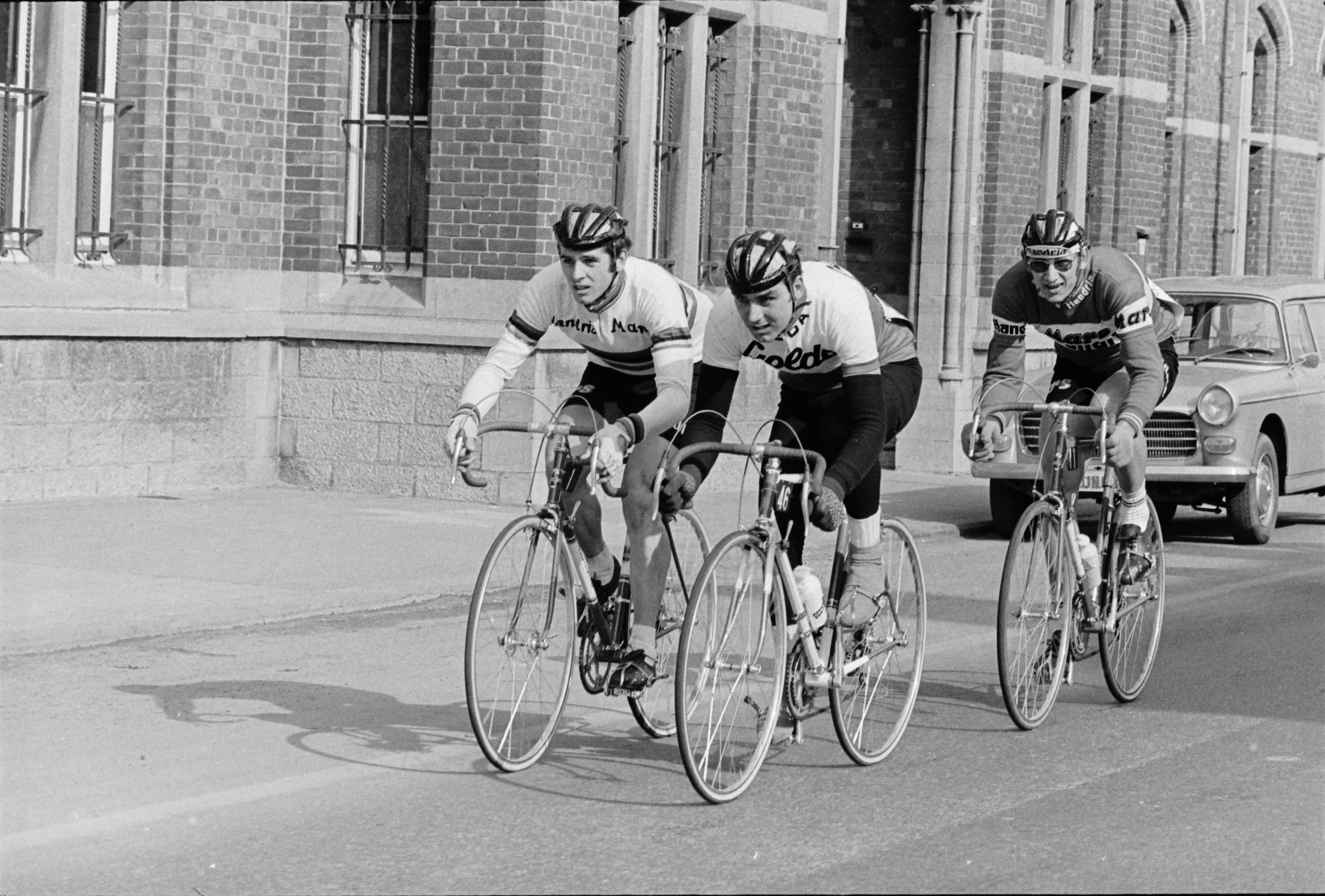
Jean-Pierre Monseré (till vänster) iklädd världsmästartröjan under Omloop van het Zuidwesten 1971. Två dagar senare blev han påkörd av en bil och avled.

Grote Prijs Jean-Pierre Monseré är ett endagslopp i landsvägscykling som avhålls årligen i West-Vlaanderen, Belgien, sedan 2012. Det ingår sedan 2017 i UCI Europe Tour och klassificeras som 1.1. Loppet går ett antal varv på en slinga med mål i Roeselare (och har ofta också start där - men starten har ibland varit förlagd till någon annan ort på slingan, vars sträckning och längd växlat mellan åren). Jean-Pierre Monseré, som blev världsmästare i linjelopp 1970, föddes i Roeselare.

## Segrare
- 2025  Alexys Brunel
- 2024  Jarne Van de Paar
- 2023  Gerben Thijssen
- 2022  Arnaud De Lie
- 2021  Tim Merlier
- 2020  Fabio Jakobsen
- 2019 Inställt på grund av storm
- 2018  André Looij
- 2017  Laurens Sweeck
- 2016  Lars Boom
- 2015  Jürgen Roelandts
- 2014  Guillaume Van Keirsbulck
- 2013  Tom Van Asbroeck
- 2012  Frédéric Amorison